# Lise Darly
Lise Darly (* 27. Dezember 1981 in Nizza; eigentlich Elise Granier) ist eine französische Sängerin.

## Leben und Wirken
Darlys Karriere als Sängerin begann 1999, als sie die Castingshow Graine de Star Tour für sich entscheiden und dabei gegen mehr als 100 Konkurrenten durchsetzen konnte. Zwei Jahre später fasste sie den Entschluss, sich eine professionelle Karriere als Sängerin aufzubauen.
2004 nahm sie an der monegassischen Vorausscheidung für den Eurovision Song Contest teil, erreichte hinter Maryon aber nur den zweiten Platz. Im Jahr darauf wurde dann Darly ausgewählt, Monaco beim Eurovision Song Contest in Kiew zu vertreten. Mit dem von Phil Bosco komponierten Titel Tout de moi trat Darly im Halbfinale des Wettbewerbs an, konnte sich aber nicht für das Finale qualifizieren.
Ihr Debüt-Album Si j’avais su, produziert von Markus Wagner, Mannheim (Label: tidbit music) erschien am 31. Juli 2009.